# Partido Comunista de Bohemia y Moravia
El Partido Comunista de Bohemia y Moravia (en checo: Komunistická Strana Čech a Moravy), cuyas siglas son KSČM, es un partido político comunista de la República Checa. A nivel europeo, forma parte del partido Izquierda Unitaria Europea - Izquierda Verde Nórdica.
A diferencia de otros partidos comunistas europeos, su símbolo es la cereza, pues los sucesivos gobiernos han prohibido cualquier simbología de la época comunista (hoz y martillo, la estrella roja). También se ha negado a cambiar de nombre, a diferencia de los partidos comunistas de países vecinos.
Tiene alrededor de 107.813 miembros y es uno de los partidos comunistas no gobernantes más grandes y votados del mundo. Es el segundo partido más grande de la República Checa tras el Partido Socialdemócrata Checo. Sus juventudes estuvieron ilegalizadas entre 2006 y 2010 por defender la socialización de los medios de producción y no la propiedad privada. El 21 de julio del 2011 el Gobierno derechista checo anunció que en unos meses solicitaría a la justicia checa la ilegalización del Partido Comunista de Bohemia y Moravia, aunque reconoció que la demanda tenía pocas posibilidades de tener éxito. En 2013 fue el tercer partido más votado en las elecciones parlamentarias con un 14,9% de los votos. En 2017, en las siguientes elecciones parlamentarias, quedó en quinto lugar con el 7,7 % de los votos.

## Historia
El KSČM fue fundado en 1989 después de un Congreso Extraordinario del Partido Comunista de Checoslovaquia que decidió fundar un partido específico para los territorios de Bohemia y Moravia, regiones que se convertirían en la República Checa. En 1990 el Partido Comunista de Checoslovaquia se volvió una federación de dos partidos creados tras su separación: el KSČM y el Partido Comunista de Eslovaquia, este último se convirtió en el Partido de la Izquierda Democrática. Esta federación se rompe en 1992.
Después del II Congreso varios grupos se separan del KSČM, surgiendo nuevos partidos de izquierda. En 1995 un nuevo grupo se separa del partido pasándose a llamar Partido de los Comunistas de Checoslovaquia (Strana československých komunistů), actualmente esta pequeña formación retomó el nombre de Partido Comunista de Checoslovaquia (Komunistická strana Československa) liderado por Miroslav Štěpán.
Su electorado se compone principalmente de los "abandonados" por el nuevo sistema (antiguos funcionarios, jubilados, obreros y gitanos).
En mayo de 2004, es adoptado por el VI Congreso el nuevo programa del KSČM, titulado Esperanza para la República Checa (Naděje pro Českou Republiku).
La rama juvenil del partido fue prohibida en 2006 por el gobierno de Václav Klaus por haber "violado la Constitución" al hacer campaña por la nacionalización de los medios de producción.
El 12 de octubre de 2006 la organización juvenil del partido, la Unión Comunista de la Juventud (Komunistický svaz mládeže, KSM) liderada por Milan Krajča  fue ilegalizada por el Ministerio del Interior de la República Checa. Poco tiempo después se trató también de ilegalizar el KSČM, pero al final la propuesta en el senado checo no prosperó.
Los días 17 y 18 de mayo de 2008 se llevó a cabo el VII Congreso del KSČM en Hradec Králové.

## Resultados Electorales

### Elecciones Parlamentarias
| Fecha | Votos        | %     | Diputados | +/-         | Estatus            |
| ----- | ------------ | ----- | --------- | ----------- | ------------------ |
| 1990  | 954.690 (#2) | 13,24 | 33/200    |             | Oposición          |
| 1992  | 909.490 (#2) | 14,05 | 35/200    | 2           | Oposición          |
| 1996  | 626.136 (#3) | 10,33 | 22/200    | 13          | Oposición          |
| 1998  | 658.550 (#3) | 11,03 | 24/200    | 2           | Oposición          |
| 2002  | 882.653 (#3) | 18,51 | 41/200    | 17          | Oposición          |
| 2006  | 685.328 (#3) | 12,81 | 26/200    | 15          | Oposición          |
| 2010  | 589.765 (#4) | 11,27 | 26/200    | Sin cambios | Oposición          |
| 2013  | 741.044 (#3) | 14,91 | 33/200    | 7           | Oposición          |
| 2017  | 393.100 (#5) | 7,76  | 15/200    | 18          | Oposición          |
| 2021  | 193.817 (#7) | 3,60  | 0/200     | 15          | Extraparlamentario |

### Elecciones Senatoriales
- 1996: 2 mandatos - Ladislav Drlý, distrito electoral de Chomutov (22,0 y 56,0 % votos; para 4 años) y Antonín Petráš, Karviná (28,2 y 52,3 % votos; para 6 años)
- 1998: 2 mandatos - Rostislav Harazin, Bruntál (26,9 y 60,5 %) y Jaroslav Doubrava, Ústí nad Labem (27,6 y 52,4 %)
- 2000: 0 mandatos
- 2002: 1 mandato - Eduard Matykiewicz, Karviná (28,8 y 51,8 %)
- 2004: 1 mandato - Vlastimil Balín, Most (27,1 y 52,4 %)
- 2006: 0 mandatos
- 2007: 1 mandato
- 2008: 1 mandato
- 2010: 0 mandatos

Así el KSČM tiene actualmente 2 senadores: Marta Bayerová, Václav Homolka.

### Elecciones Comunales
- 1994: 14,7 %
- 1998: 13,58 %
- 2002: 14,49 %
- 2006: 10,79 %

### Elecciones al Parlamento Europeo
| Fecha | Votos        | %     | Diputados | +/- |
| ----- | ------------ | ----- | --------- | --- |
| 2004  | 472.862 (#2) | 20,27 | 6/24      |     |
| 2009  | 334.577 (#3) | 14,18 | 4/22      | 2   |
| 2014  | 166.478 (#4) | 10,99 | 3/21      | 1   |
| 2019  | 164.624 (#7) | 6,94  | 1/21      | 2   |
| 2024a | 283.935 (#4) | 9,56  | 2/21      | 1   |

a Dentro de la coalición Stačilo!.

## Organización Juvenil
La Organización juvenil del KSČM es la Unión Comunista de la Juventud (Komunistický svaz mládeže, KSM), actualmente ilegalizada por el gobierno checo.

## Medios de Información
El KSČM cuenta con el diario Haló Noviny y la revista quincenal Naše Alternativy. También con la radio "Haló" y una web con videos llamada KSČM TV.